# Ardense klassiekers

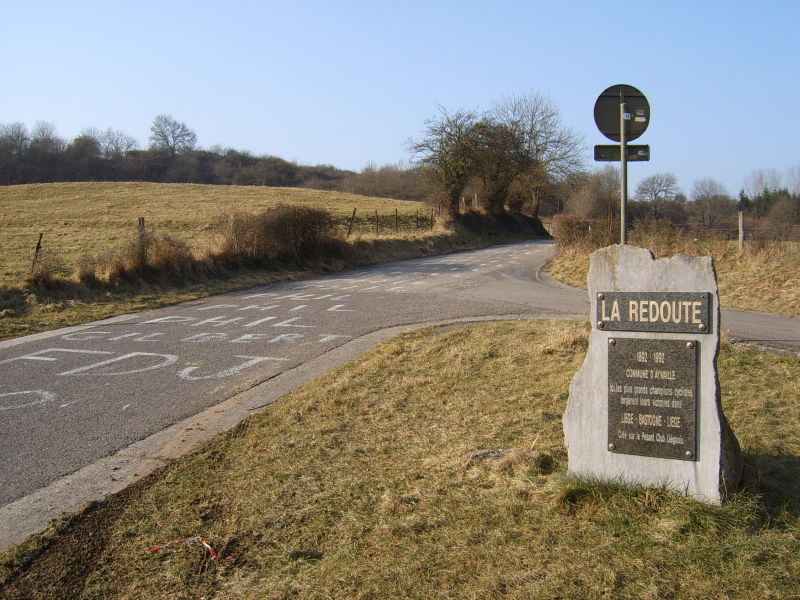
De bekende beklimming La Redoute in Luik-Bastenaken-Luik

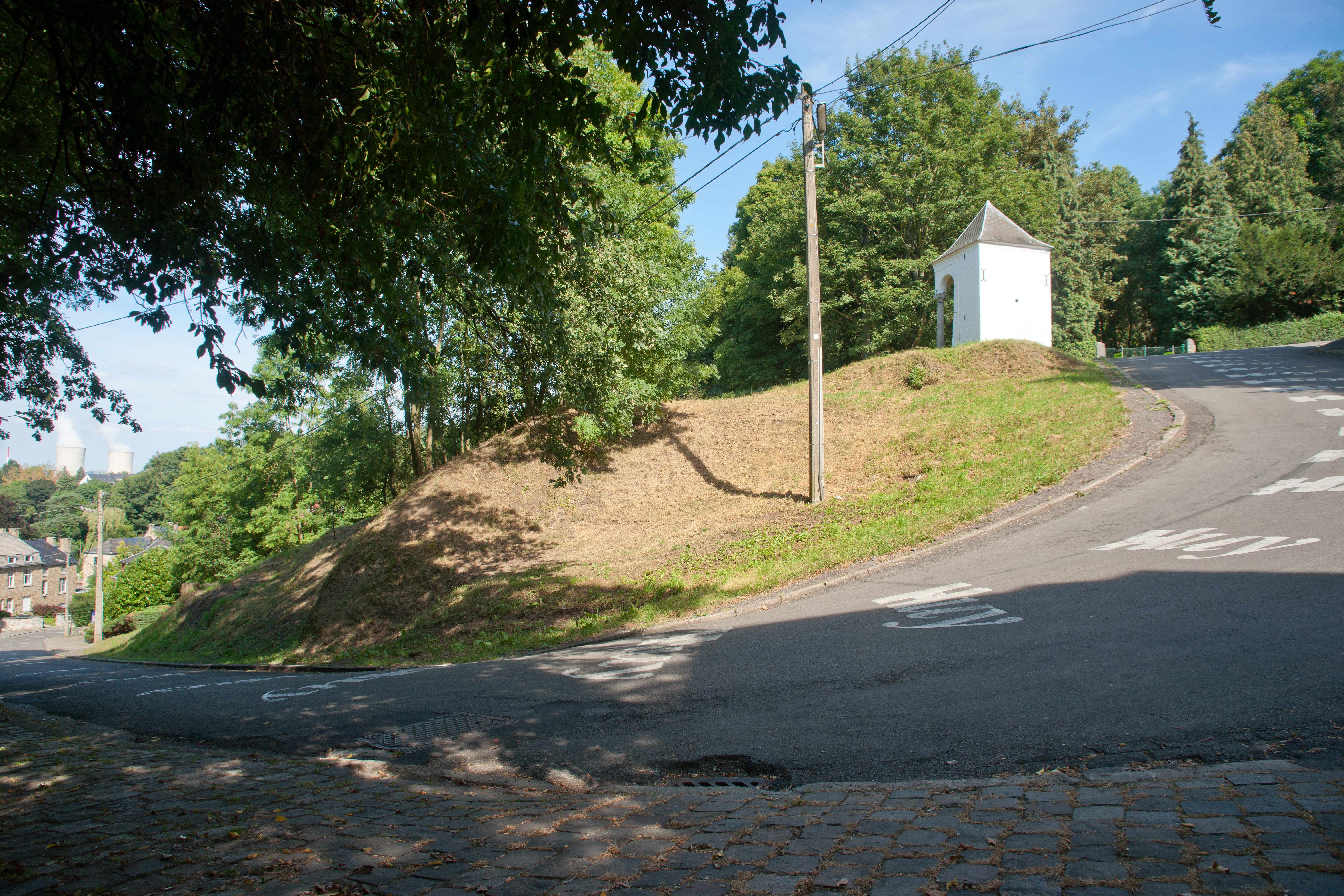
Sinds 1983 ligt de aankomst van de Waalse Pijl op de Muur van Hoei

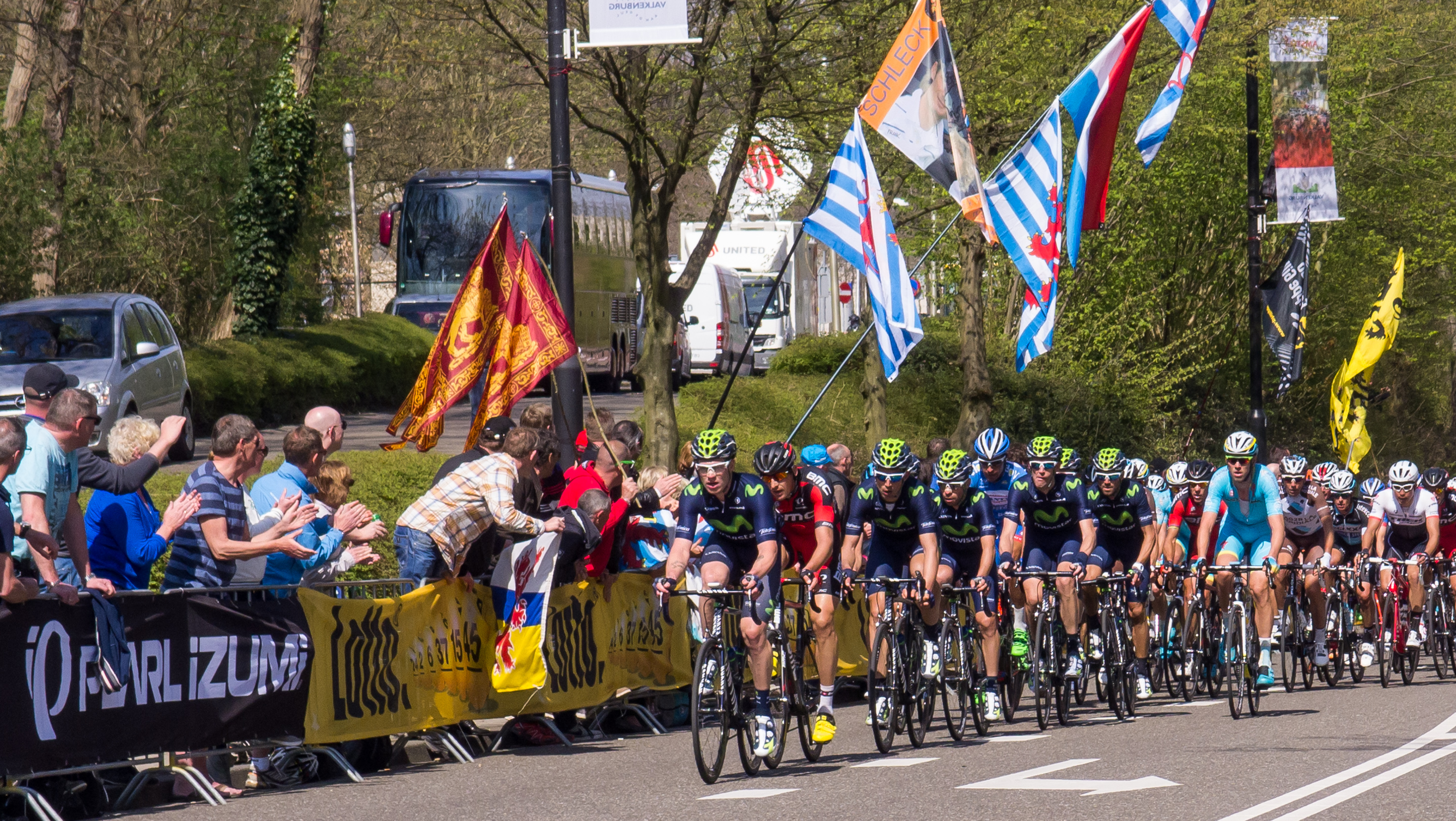
Cauberg in de Amstel Gold Race

De Ardense klassiekers, de Ardense week of het Ardens drieluik of Ardense trilogie zijn benamingen voor de drie wielerklassiekers die in de tweede helft van april worden verreden: de Amstel Gold Race in Nederlands Limburg, de Waalse Pijl en Luik-Bastenaken-Luik in Wallonië (België). Ze vormen het einde van het klassieke voorjaar. De drie wedstrijden worden gerekend tot de heuvelklassiekers, in tegenstelling tot de kasseienklassiekers in de eerste helft van april. Omdat hun profiel vergelijkbaar is en ze kort na elkaar worden verreden, worden ze regelmatig gewonnen door dezelfde renners. Desondanks wordt het winnen van alle drie koersen als een unieke prestatie gezien.
De oudste van de drie is Luik-Bastenaken-Luik; deze bestaat sinds 1892. De Waalse Pijl bestaat sinds 1936. In de jaren '50 en '60 van de 20e eeuw werden deze twee Waalse klassiekers in één weekend verreden en werd er ook een gezamenlijk klassement opgemaakt: het Ardens wielerweekend. De Amstel Gold Race wordt verreden vanaf 1966, aanvankelijk tussen de andere twee wedstrijden. Hierdoor zat er anderhalve week tussen de twee Waalse klassiekers en wordt het onderlinge klassement nog slechts officieus opgemaakt. Tegenwoordig, sinds 2004, wordt de Amstel Gold Race verreden op de derde zondag van april, de Waalse Pijl op de woensdag erna en Luik-Bastenaken-Luik op de daaropvolgende zondag. Bij een ruimere definitie van de klimklassiekers wordt ook de Brabantse Pijl rondom Overijse gerekend. Tegenwoordig wordt deze semiklassieker verreden op de woensdag voor de Amstel Gold Race.
In Italië bestaan ook twee klassieke drieluiken: de Trittico Lombardo in Lombardije (Tre Valle Varesine, Coppa Agostoni en Coppa Bernocchi) en de Trittico di Autunno (Milaan-Turijn, Giro del Piemonte en Ronde van Lombardije). Sinds Milaan-Turijn in het voorjaar plaatsvindt is dit drieluik niet meer actief.

## Winnaars

Luik-Bastenaken-Luik

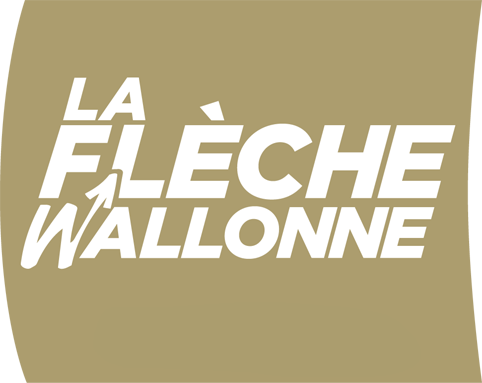
Waalse Pijl

| Jaar      | Amstel Gold Race       | Waalse Pijl           | Luik-Bastenaken-Luik     |
| --------- | ---------------------- | --------------------- | ------------------------ |
| 1892      |                        |                       | Léon Houa                |
| 1893      |                        |                       | Léon Houa                |
| 1894      |                        |                       | Léon Houa                |
| 1894-1907 |                        |                       |                          |
| 1908      |                        |                       | André Trousselier        |
| 1909      |                        |                       | Victor Fastre            |
| 1910      |                        |                       |                          |
| 1911      |                        |                       | Joseph Van Daele         |
| 1912      |                        |                       | Omer Verschoore          |
| 1913      |                        |                       | Maurits Moritz           |
| 1914-1918 |                        |                       |                          |
| 1919      |                        |                       | Léon Devos               |
| 1920      |                        |                       | Léon Scieur              |
| 1921      |                        |                       | Louis Mottiat            |
| 1922      |                        |                       | Louis Mottiat            |
| 1923      |                        |                       | René Vermandel           |
| 1924      |                        |                       | René Vermandel           |
| 1925      |                        |                       | George Ronsse            |
| 1926      |                        |                       | Dieudonne Smets          |
| 1927      |                        |                       | Maurice Raes             |
| 1928      |                        |                       | Ernest Mottard           |
| 1929      |                        |                       | Alfons Schepers          |
| 1930      |                        |                       | Hermann Buse             |
| 1931      |                        |                       | Alfons Schepers          |
| 1932      |                        |                       | Marcel Houyoux           |
| 1933      |                        |                       | François Gardier         |
| 1934      |                        |                       | Theo Herckenrath         |
| 1935      |                        |                       | Alfons Schepers          |
| 1936      |                        | Philémon De Meersman  | Albert Beckaert          |
| 1937      |                        | Adolph Braeckeveldt   | Éloi Meulenberg          |
| 1938      |                        | Émile Masson jr.      | Alfons Deloor            |
| 1939      |                        | Edmond Delathouwer    | Albert Ritserveldt       |
| 1940      |                        |                       |                          |
| 1941      |                        | Sylvain Grysolle      |                          |
| 1942      |                        | Karel Thijs           |                          |
| 1943      |                        | Marcel Kint           | Richard Depoorter        |
| 1944      |                        | Marcel Kint           |                          |
| 1945      |                        | Marcel Kint           | Jean Engels              |
| 1946      |                        | Désiré Keteleer       | Prosper Depredomme       |
| 1947      |                        | Ernest Sterckx        | Richard Depoorter        |
| 1948      |                        | Fermo Camellini       | Maurice Mollin           |
| 1949      |                        | Rik Van Steenbergen   | Camille Danguillaume     |
| 1950      |                        | Fausto Coppi          | Prosper Depredomme       |
| 1951      |                        | Ferdi Kübler          | Ferdi Kübler             |
| 1952      |                        | Ferdi Kübler          | Ferdi Kübler             |
| 1953      |                        | Stan Ockers           | Alois De Hertog          |
| 1954      |                        | Germain Derycke       | Marcel Ernzer            |
| 1955      |                        | Stan Ockers           | Stan Ockers              |
| 1956      |                        | Richard Van Genechten | Fred De Bruyne           |
| 1957      |                        | Raymond Impanis       | G.Derycke en F.Schoubben |
| 1958      |                        | Rik Van Steenbergen   | Fred De Bruyne           |
| 1959      |                        | Jos Hoevenaers        | Fred De Bruyne           |
| 1960      |                        | Pino Cerami           | Ab Geldermans            |
| 1961      |                        | Willy Vannitsen       | Rik Van Looy             |
| 1962      |                        | Henri De Wolf         | Jef Planckaert           |
| 1963      |                        | Raymond Poulidor      | Frans Melckenbeeck       |
| 1964      |                        | Gilbert Desmet        | Willy Bocklant           |
| 1965      |                        | Roberto Poggiali      | Carmine Preziosi         |
| 1966      | Jean Stablinski        | Michele Dancelli      | Jacques Anquetil         |
| 1967      | Arie den Hartog        | Eddy Merckx           | Walter Godefroot         |
| 1968      | Harry Steevens         | Rik Van Looy          | Valère Van Sweevelt      |
| 1969      | Guido Reybrouck        | Jos Huysmans          | Eddy Merckx              |
| 1970      | Georges Pintens        | Eddy Merckx           | Roger De Vlaeminck       |
| 1971      | Frans Verbeeck         | Roger De Vlaeminck    | Eddy Merckx              |
| 1972      | Walter Planckaert      | Eddy Merckx           | Eddy Merckx              |
| 1973      | Eddy Merckx            | André Dierickx        | Eddy Merckx              |
| 1974      | Gerrie Knetemann       | Frans Verbeeck        | Georges Pintens          |
| 1975      | Eddy Merckx            | André Dierickx        | Eddy Merckx              |
| 1976      | Freddy Maertens        | Joop Zoetemelk        | Joseph Bruyère           |
| 1977      | Jan Raas               | Francesco Moser       | Bernard Hinault          |
| 1978      | Jan Raas               | Michel Laurent        | Joseph Bruyère           |
| 1979      | Jan Raas               | Bernard Hinault       | Dietrich Thurau          |
| 1980      | Jan Raas               | Giuseppe Saronni      | Bernard Hinault          |
| 1981      | Bernard Hinault        | Daniel Willems        | Josef Fuchs              |
| 1982      | Jan Raas               | Mario Beccia          | Silvano Contini          |
| 1983      | Phil Anderson          | Bernard Hinault       | Steven Rooks             |
| 1984      | Jacques Hanegraaf      | Kim Andersen          | Sean Kelly               |
| 1985      | Gerrie Knetemann       | Claude Criquielion    | Moreno Argentin          |
| 1986      | Steven Rooks           | Laurent Fignon        | Moreno Argentin          |
| 1987      | Joop Zoetemelk         | Jean-Claude Leclercq  | Moreno Argentin          |
| 1988      | Jelle Nijdam           | Rolf Gölz             | Adrie van der Poel       |
| 1989      | Eric Van Lancker       | Claude Criquielion    | Sean Kelly               |
| 1990      | Adrie van der Poel     | Moreno Argentin       | Eric Van Lancker         |
| 1991      | Frans Maassen          | Moreno Argentin       | Moreno Argentin          |
| 1992      | Olaf Ludwig            | Giorgio Furlan        | Dirk De Wolf             |
| 1993      | Rolf Järmann           | Maurizio Fondriest    | Rolf Sørensen            |
| 1994      | Johan Museeuw          | Moreno Argentin       | Jevgeni Berzin           |
| 1995      | Mauro Gianetti         | Laurent Jalabert      | Mauro Gianetti           |
| 1996      | Stefano Zanini         | Lance Armstrong       | Pascal Richard           |
| 1997      | Bjarne Riis            | Laurent Jalabert      | Michele Bartoli          |
| 1998      | Rolf Järmann           | Bo Hamburger          | Michele Bartoli          |
| 1999      | Michael Boogerd        | Michele Bartoli       | Frank Vandenbroucke      |
| 2000      | Erik Zabel             | Francesco Casagrande  | Paolo Bettini            |
| 2001      | Erik Dekker            | Rik Verbrugghe        | Oscar Camenzind          |
| 2002      | Michele Bartoli        | Mario Aerts           | Paolo Bettini            |
| 2003      | Aleksandr Vinokoerov   | Igor Astarloa         | Tyler Hamilton           |
| 2004      | Davide Rebellin        | Davide Rebellin       | Davide Rebellin          |
| 2005      | Danilo Di Luca         | Danilo Di Luca        | Aleksandr Vinokoerov     |
| 2006      | Fränk Schleck          | Alejandro Valverde    | Alejandro Valverde       |
| 2007      | Stefan Schumacher      | Davide Rebellin       | Danilo Di Luca           |
| 2008      | Damiano Cunego         | Kim Kirchen           | Alejandro Valverde       |
| 2009      | Sergeï Ivanov          | Davide Rebellin       | Andy Schleck             |
| 2010      | Philippe Gilbert       | Cadel Evans           | Aleksandr Vinokoerov     |
| 2011      | Philippe Gilbert       | Philippe Gilbert      | Philippe Gilbert         |
| 2012      | Enrico Gasparotto      | Joaquim Rodríguez     | Maksim Iglinski          |
| 2013      | Roman Kreuziger        | Daniel Moreno         | Daniel Martin            |
| 2014      | Philippe Gilbert       | Alejandro Valverde    | Simon Gerrans            |
| 2015      | Michał Kwiatkowski     | Alejandro Valverde    | Alejandro Valverde       |
| 2016      | Enrico Gasparotto      | Alejandro Valverde    | Wout Poels               |
| 2017      | Philippe Gilbert       | Alejandro Valverde    | Alejandro Valverde       |
| 2018      | Michael Valgren        | Julian Alaphilippe    | Bob Jungels              |
| 2019      | Mathieu Van der Poel   | Julian Alaphilippe    | Jakob Fuglsang           |
| 2020      | geannuleerd (Covid-19) | Marc Hirschi          | Primož Roglič            |
| 2021      | Wout van Aert          | Julian Alaphilippe    | Tadej Pogačar            |
| 2022      | Michał Kwiatkowski     | Dylan Teuns           | Remco Evenepoel          |
| 2023      | Tadej Pogačar          | Tadej Pogačar         | Remco Evenepoel          |
| 2024      | Tom Pidcock            | Stephen Williams      | Tadej Pogačar            |
| 2025      | Mattias Skjelmose      | Tadej Pogačar         | Tadej Pogačar            |

### Dubbel en triple

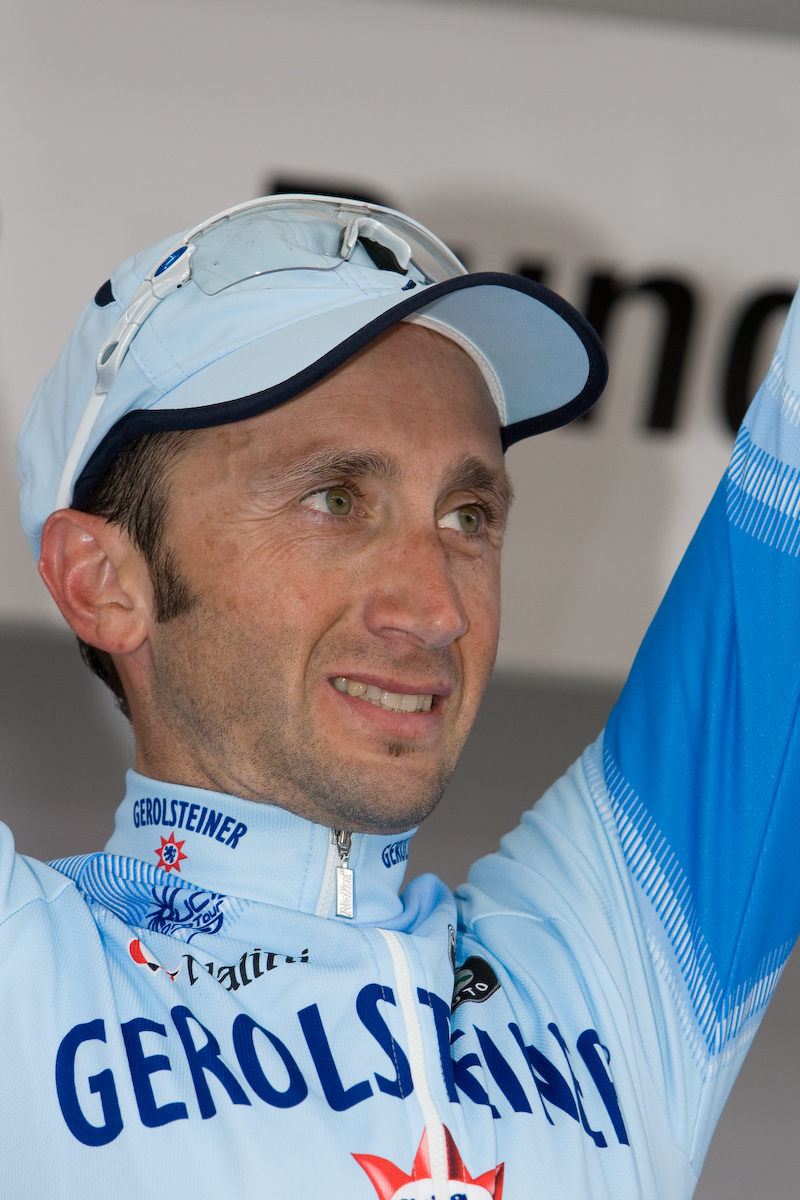
Davide Rebellin (2004)

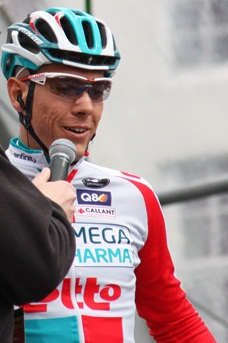
Philippe Gilbert (2011)

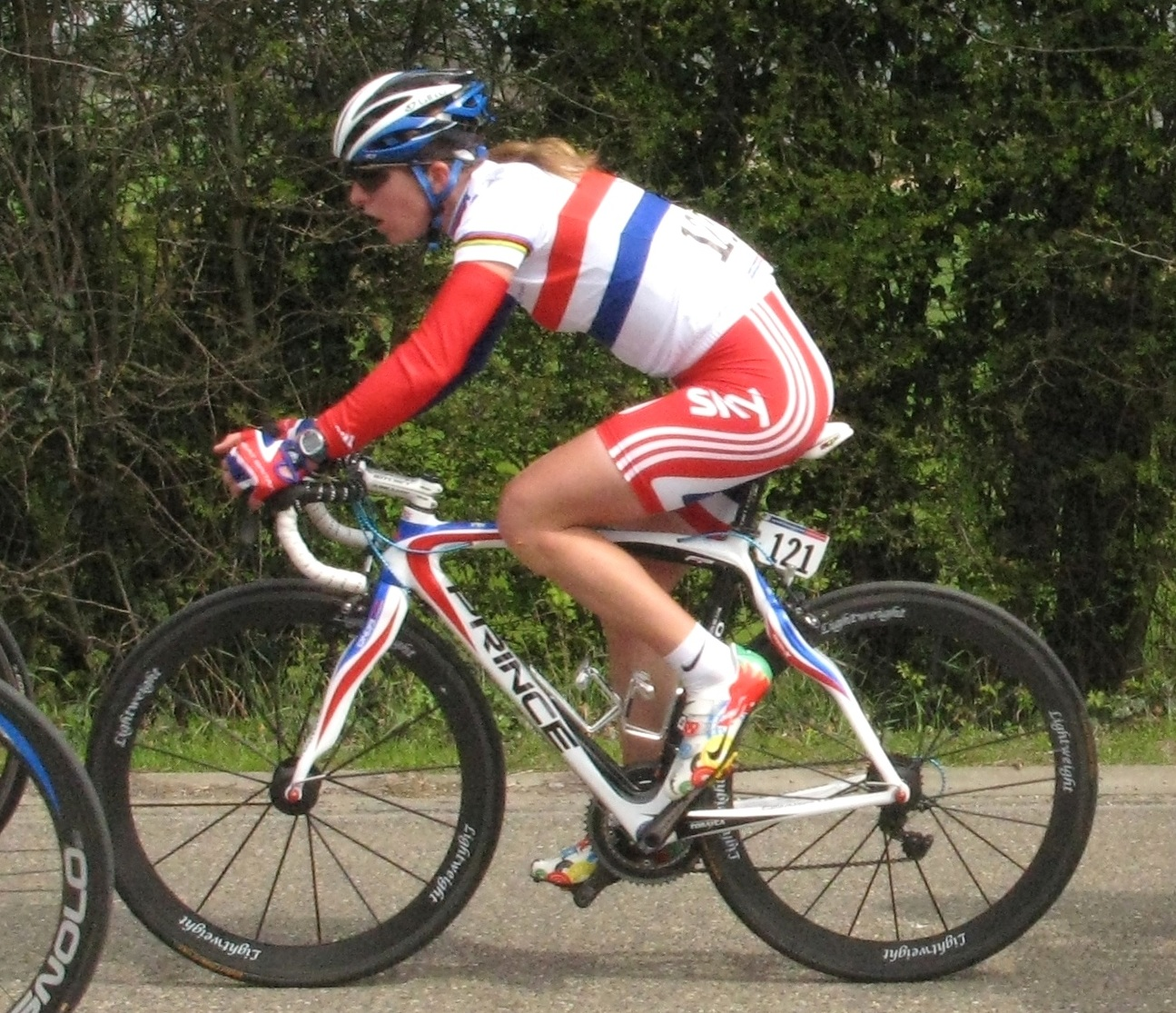
Nicole Cooke in de Waalse Pijl.

Slechts twee renners wisten in één seizoen alle drie de wedstrijden (triple of hattrick) te winnen: Davide Rebellin in 2004 en Philippe Gilbert in 2011. Vijf renners wonnen wel alle drie de klassiekers, maar niet in één jaar: Eddy Merckx, Bernard Hinault, Michele Bartoli, Danilo Di Luca en Tadej Pogačar. Twaalfmaal won een renner in één seizoen twee wedstrijden: Eddy Merckx en Alejandro Valverde wonnen beide drie keer de dubbel. Ferdi Kübler won in 1951 en 1952 allebei de wedstrijden; de Amstel Gold Race bestond toen nog niet.
| #      | Jaar | Renner             | Land        | Wedstrijden    |
| ------ | ---- | ------------------ | ----------- | -------------- |
| Triple | 2004 | Davide Rebellin    | Italië      | AGR + WP + LBL |
| Triple | 2011 | Philippe Gilbert   | België      | AGR + WP + LBL |
| Dubbel | 1951 | Ferdi Kübler       | Zwitserland | WP + LBL       |
| Dubbel | 1952 | Ferdi Kübler       | Zwitserland | WP + LBL       |
| Dubbel | 1955 | Stan Ockers        | België      | WP + LBL       |
| Dubbel | 1972 | Eddy Merckx        | België      | WP + LBL       |
| Dubbel | 1973 | Eddy Merckx        | België      | AGR + LBL      |
| Dubbel | 1975 | Eddy Merckx        | België      | AGR + LBL      |
| Dubbel | 1991 | Moreno Argentin    | Italië      | WP + LBL       |
| Dubbel | 1995 | Mauro Gianetti     | Zwitserland | AGR + LBL      |
| Dubbel | 2005 | Danilo Di Luca     | Italië      | AGR + WP       |
| Dubbel | 2006 | Alejandro Valverde | Spanje      | WP + LBL       |
| Dubbel | 2015 | Alejandro Valverde | Spanje      | WP + LBL       |
| Dubbel | 2017 | Alejandro Valverde | Spanje      | WP + LBL       |
| Dubbel | 2023 | Tadej Pogačar      | Slovenië    | AGR + WP       |
| Dubbel | 2025 | Tadej Pogačar      | Slovenië    | WP+LBL         |

### Record

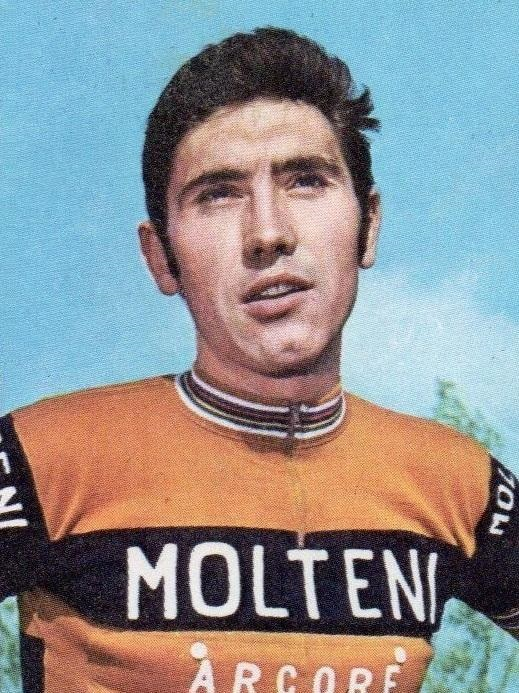
Eddy Merckx (1971) won een recordaantal van 10 Ardense klassiekers

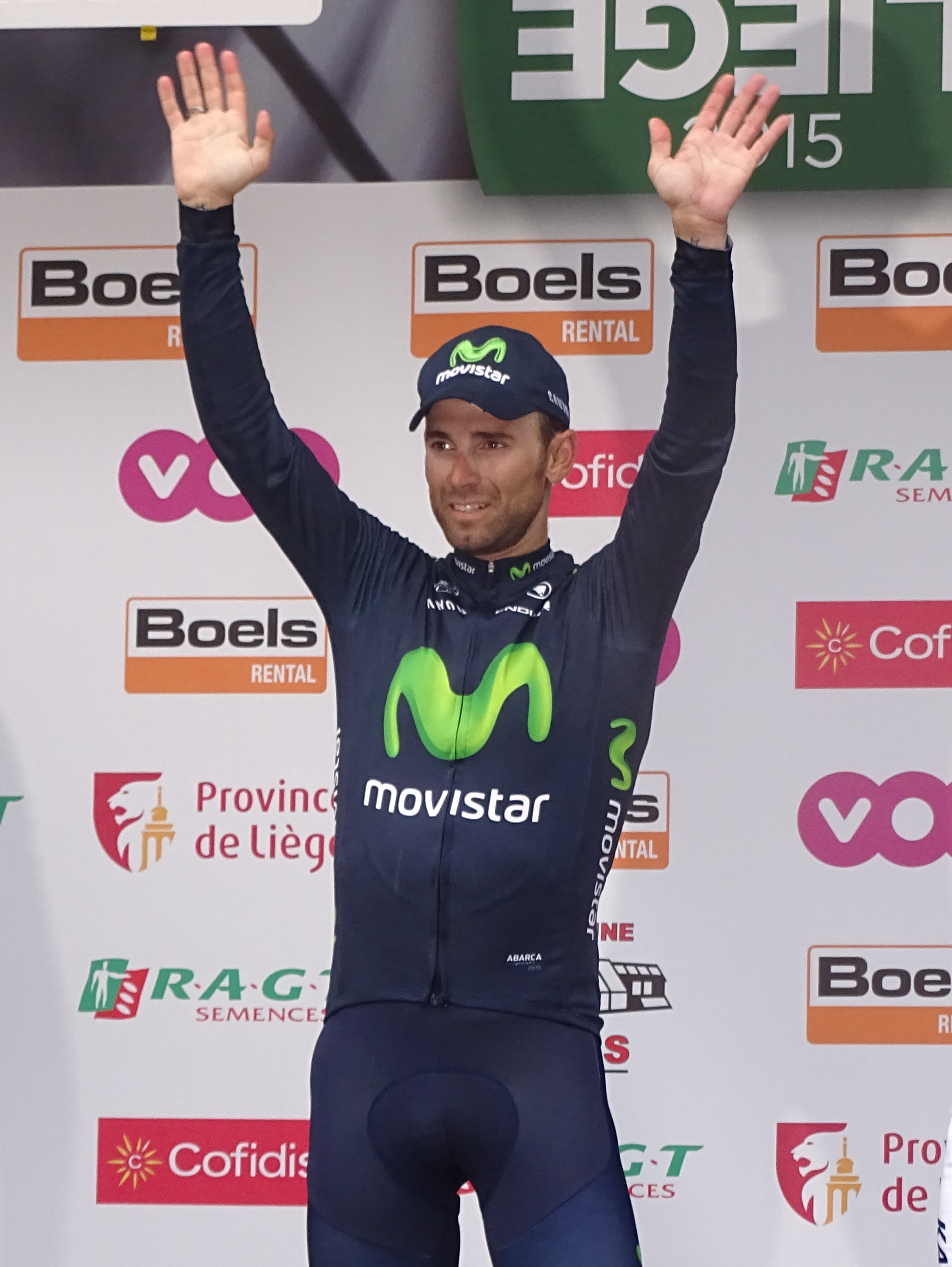
Alejandro Valverde na winst in "La Doyenne"

Recordhouder met in totaal tien overwinningen is Eddy Merckx. Alejandro Valverde is hem in 2017 tot in totaal negen overwinningen genaderd.
| #  | Renner             | Land        | AGR | WP | LBL |
| -- | ------------------ | ----------- | --- | -- | --- |
| 10 | Eddy Merckx        | België      | 2   | 3  | 5   |
| 9  | Alejandro Valverde | Spanje      | 0   | 5  | 4   |
| 7  | Moreno Argentin    | Italië      | 0   | 3  | 4   |
| 6  | Philippe Gilbert   | België      | 4   | 1  | 1   |
| 6  | Tadej Pogačar      | Slovenië    | 1   | 2  | 3   |
| 5  | Jan Raas           | Nederland   | 5   | 0  | 0   |
| 5  | Davide Rebellin    | Italië      | 1   | 3  | 1   |
| 5  | Bernard Hinault    | Frankrijk   | 1   | 2  | 2   |
| 4  | Michele Bartoli    | Italië      | 1   | 1  | 2   |
| 4  | Ferdi Kübler       | Zwitserland | 0   | 2  | 2   |
| 3  | Julian Alaphilippe | Frankrijk   | 0   | 3  | 0   |

Renners die nog steeds actief zijn, staan schuingedrukt.

### Overwinningen per land
| #   | Land                                                  |
| --- | ----------------------------------------------------- |
| 113 | België                                                |
| 37  | Italië                                                |
| 22  | Nederland                                             |
| 17  | Frankrijk                                             |
| 12  | Spanje, Zwitserland                                   |
| 7   | Denemarken, Slovenië                                  |
| 6   | Duitsland                                             |
| 5   | Luxemburg                                             |
| 4   | Kazachstan                                            |
| 3   | Australië, Ierland                                    |
| 2   | Rusland, Verenigde Staten, Polen, Verenigd Koninkrijk |
| 1   | Tsjechië                                              |

## Vrouwen

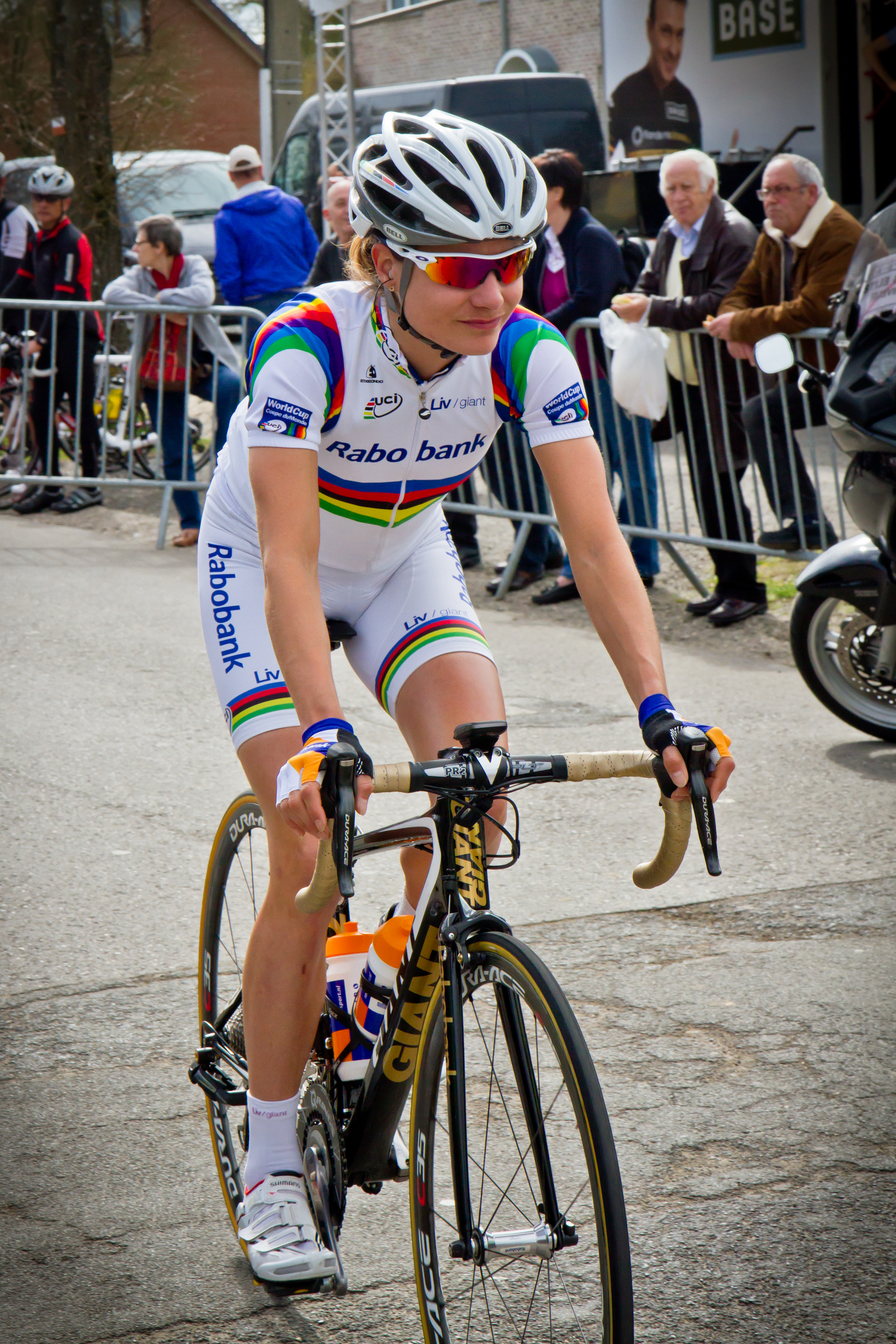
Marianne Vos won vijf keer de Waalse Pijl.

Vanaf 2017 rijden ook de vrouwen alle drie de wedstrijden. De Waalse Pijl voor vrouwen bestaat al sinds 1998. De Amstel Gold Race werd in 2017 opnieuw ingevoerd (na drie edities tussen 2001 en 2003) en Luik-Bastenaken-Luik werd in 2017 voor het eerst door vrouwen verreden. In dat jaar wist Anna van der Breggen ze allemaal te winnen. In 2023 voltooide Demi Vollering de hattrick.
| Jaar | Amstel Gold Race     | Waalse Pijl            | Luik-Bastenaken-Luik |
| ---- | -------------------- | ---------------------- | -------------------- |
| 1998 |                      | Fabiana Luperini       |                      |
| 1999 |                      | Hanka Kupfernagel      |                      |
| 2000 |                      | Geneviève Jeanson      |                      |
| 2001 | Debby Mansveld       | Fabiana Luperini       |                      |
| 2002 | Leontien van Moorsel | Fabiana Luperini       |                      |
| 2003 | Nicole Cooke         | Nicole Cooke           |                      |
| 2004 |                      | Sonia Huguet           |                      |
| 2005 |                      | Nicole Cooke           |                      |
| 2006 |                      | Nicole Cooke           |                      |
| 2007 |                      | Marianne Vos           |                      |
| 2008 |                      | Marianne Vos           |                      |
| 2009 |                      | Marianne Vos           |                      |
| 2010 |                      | Emma Pooley            |                      |
| 2011 |                      | Marianne Vos           |                      |
| 2012 |                      | Evelyn Stevens         |                      |
| 2013 |                      | Marianne Vos           |                      |
| 2014 |                      | Pauline Ferrand-Prévot |                      |
| 2015 |                      | Anna van der Breggen   |                      |
| 2016 |                      | Anna van der Breggen   |                      |
| 2017 | Anna van der Breggen | Anna van der Breggen   | Anna van der Breggen |
| 2018 | Chantal Blaak        | Anna van der Breggen   | Anna van der Breggen |
| 2019 | Katarzyna Niewiadoma | Anna van der Breggen   | Annemiek van Vleuten |
| 2020 | geannuleerd          | Anna van der Breggen   | Elizabeth Deignan    |
| 2021 | Marianne Vos         | Anna van der Breggen   | Demi Vollering       |
| 2022 | Marta Cavalli        | Marta Cavalli          | Annemiek van Vleuten |
| 2023 | Demi Vollering       | Demi Vollering         | Demi Vollering       |
| 2024 | Marianne Vos         | Katarzyna Niewiadoma   | Grace Brown          |
| 2025 | Mischa Bredewold     | Puck Pieterse          | Kimberley Le Court   |

### Dubbel en triple
| #      | Jaar | Renner               | Land                | Wedstrijden    |
| ------ | ---- | -------------------- | ------------------- | -------------- |
| Triple | 2017 | Anna van der Breggen | Nederland           | AGR + WP + LBL |
| Triple | 2023 | Demi Vollering       | Nederland           | AGR + WP + LBL |
| Dubbel | 2003 | Nicole Cooke         | Verenigd Koninkrijk | AGR + WP       |
| Dubbel | 2018 | Anna van der Breggen | Nederland           | WP + LBL       |
| Dubbel | 2022 | Marta Cavalli        | Italië              | AGR + WP       |

### Record

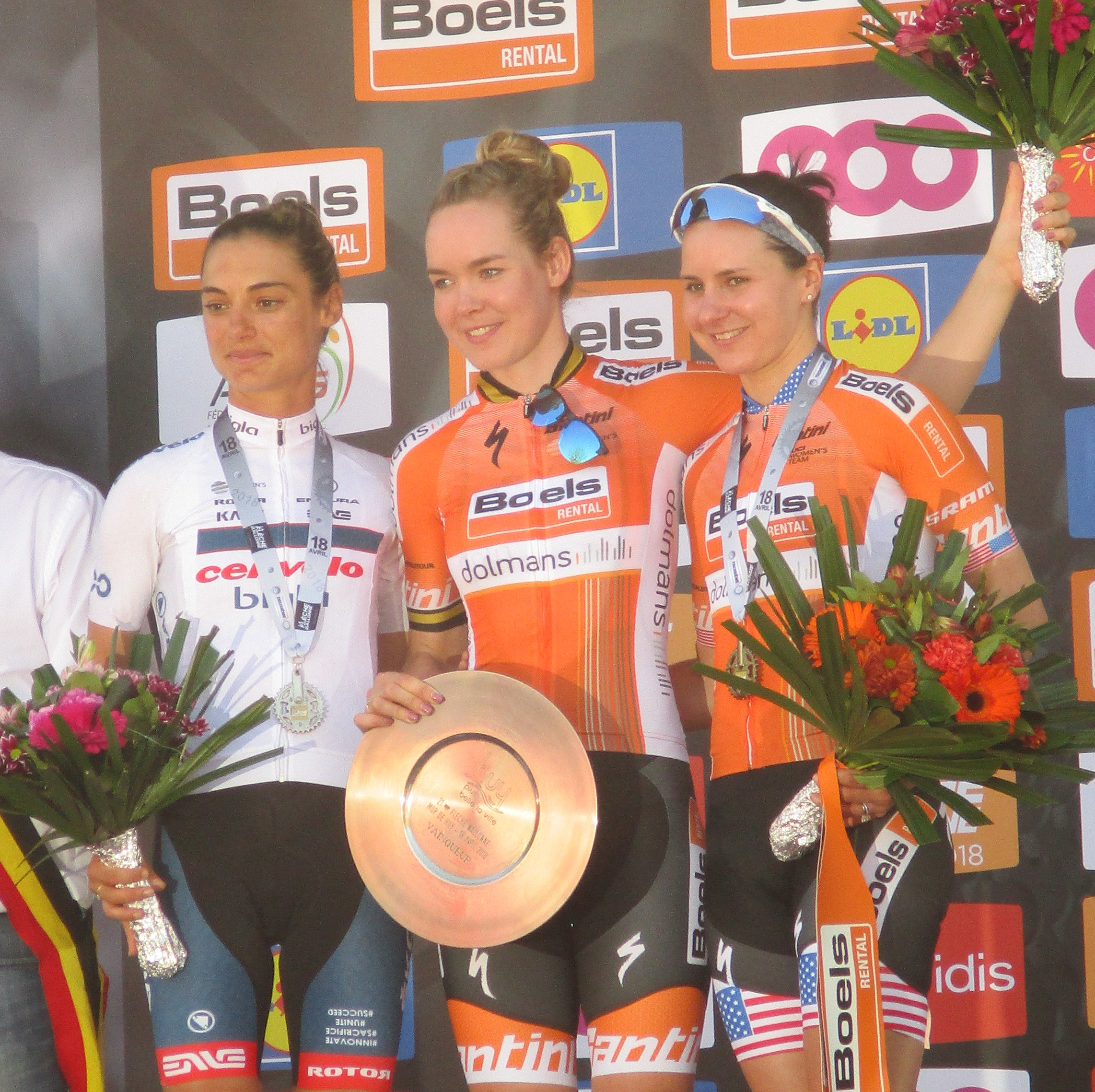
Anna van der Breggen won zeven keer de Waalse Pijl.

Het record staat op naam van Anna van der Breggen met in totaal tien overwinningen, waarvan zeven keer op rij de Waalse Pijl en in 2017 de triple. Marianne Vos won tussen 2007 en 2013 vijf keer de Waalse Pijl en won in 2021 en 2024 de Amstel Gold Race.
| #  | Renner               | Land                | AGR | WP | LBL |
| -- | -------------------- | ------------------- | --- | -- | --- |
| 10 | Anna van der Breggen | Nederland           | 1   | 7  | 2   |
| 7  | Marianne Vos         | Nederland           | 2   | 5  | 0   |
| 4  | Nicole Cooke         | Verenigd Koninkrijk | 1   | 3  | 0   |
| 4  | Demi Vollering       | Nederland           | 1   | 1  | 2   |
| 3  | Fabiana Luperini     | Italië              | 0   | 3  | 0   |

Rensters die nog steeds actief zijn, staan schuingedrukt.

### Overwinningen per land
| #  | Land                                            |
| -- | ----------------------------------------------- |
| 28 | Nederland                                       |
| 6  | Verenigd Koninkrijk                             |
| 5  | Italië                                          |
| 2  | Frankrijk, Polen                                |
| 1  | Canada, Duitsland, Mauritius, Verenigde Staten, |

## Ardens wielerweekend
Tussen 1950 en 1964 werden de twee Waalse klassiekers (Waalse Pijl en Luik-Bastenaken-Luik) in één weekend verreden en werd er ook een gezamenlijk klassement opgemaakt:
| Jaar | Eerste                | Tweede                 | Derde            |
| ---- | --------------------- | ---------------------- | ---------------- |
| 1950 | Raymond Impanis       | Prosper Depredomme     | Fausto Coppi     |
| 1951 | Ferdi Kübler          | Jean Robic             | Gino Bartali     |
| 1952 | Ferdi Kübler          | Jean Robic             | Raymond Impanis  |
| 1953 | Jean Storms           | Stan Ockers            | Alois De Hertog  |
| 1954 | Marcel Ernzer         | Ferdi Kübler           | Raymond Impanis  |
| 1955 | Stan Ockers           | Jean Brankart          | Jan Adriaensens  |
| 1956 | Richard Van Genechten | André Vlayen           | Sante Ranucci    |
| 1957 | Frans Schoubben       | Joseph Planckaert      | Raymond Impanis  |
| 1958 | Alfred De Bruyne      | Raymond Impanis        | Pierre Everaert  |
| 1959 | Frans Schoubben       | Frans De Mulder        | Alfred De Bruyne |
| 1960 | Ab Geldermans         | Rik Van Looy           | Pierre Everaert  |
| 1961 | Rik Van Looy          | Armand Desmet          | Marcel Rohrbach  |
| 1962 | Rolf Wolfshohl        | Henri De Wolf          | Armand Desmet    |
| 1963 | Raymond Poulidor      | Pino Cerami            | Jan Janssen      |
| 1964 | Willy Bocklant        | Georges Van Coningsloo | Vittorio Adorni  |